# Hartley (Northumberland)
Hartley – wieś w Anglii, w hrabstwie Northumberland. Leży 15 km na północny wschód od miasta Newcastle upon Tyne i 406 km na północ od Londynu.